# Snakehips
Snakehips è un duo britannico di musica elettronica, composto da Oliver Lee e James Carter. Sono diventati famosi grazie ai loro remix di canzoni di artisti come Banks, The Weeknd, Bondax e Wild Belle. Sono conosciuti anche per il loro singolo del 2015, "All My Friends".

## Infanzia
Oliver Lee fu istruito nella Skinners' School, a Tunbridge Wells. Oliver Lee iniziò a fare musica sin da giovane, nel tardo 2000, suonando diversi strumenti, dalla tastiera fino al tamburello, per band di mariachi.
La coppia si incontrò nell'estate del 2012 a Hong Kong, pur lavorando in due progetti separati in un sake bar, Sake Bar Ginn. Avevano tanti gusti musicali in comune e si accordarono di incontrarsi per discutere di musica prima di ripartire. Entrambi si dimenticarono di questo impegno; ma come la fortuna vuole, si rividero di nuovo nello stesso volo per Londra, e decisero di lavorare insieme in studio. Dopo aver lavorato in studio con Jane e Jeff Purse, i due decisero di chiamarsi Snakehips.

## Carriera

### 2014–presente: la svolta
Pubblicarono il loro singolo di debutto, "Days with You" nell'agosto 2014, in collaborazione con la cantante brinattica Sinead Harnett. Loro pubblicarono il loro EP di debutto, Forever, Pt. II a marzo 2015. Nell'ottobre 2015, pubblicarono il noto singolo "All My Friends", con le voci della cantante americana Tinashe e l'artista hip hop Chance the Rapper. La canzone raggiunse la posizione numero 5 nella classifica britannica UK Singles Chart.

## Discografia

### Extended play
| Titolo          | Dettagli                                                                   |
| --------------- | -------------------------------------------------------------------------- |
| Forever, Pt. II | - Pubblicato: 10 marzo 2015 - Etichetta: Sony - Formato: Digital download  |
| All My Friends  | - Pubblicato: 15 aprile 2016 - Etichetta: Sony - Formato: Digital download |

### Singoli
| "Days with You" (featuring Sinéad Harnett)                   | 2014 | —  | —  | —  | —  | —  | Non-album single                                                 |                |
| "All My Friends" (featuring Tinashe e Chance the Rapper)     | 2015 | 5  | 3  | 25 | 15 | 2  | - BPI: Platino - ARIA: 3× Platino - RMNZ: 3× Platino - RIAA: Oro | All My Friends |
| "Money on Me" (featuring Anderson Paak)                      | 2016 | —  | —  | —  | —  | —  |                                                                  | All My Friends |
| "Cruel" (featuring Zayn)                                     | 2016 | 33 | 34 | 74 | 55 | 31 | - ARIA: Oro - BPI: Argento                                       |                |
| "Burn Break Crash" (con Aanysa)                              | 2016 | —  | —  | —  | —  | —  |                                                                  |                |
| "Don't Leave" (con MØ)                                       | 2017 | 27 | 11 | —  | 23 | 16 | - ARIA: Oro                                                      |                |
| "How U Feel"                                                 | 2017 | —  | —  | —  | —  | —  |                                                                  |                |
| "—" denotes a single that did not chart or was not released. |      |    |    |    |    |    |                                                                  |                |